# 1968 en littérature
| Années de la littérature : 1965 - 1966 - 1967 - 1968 - 1969 - 1970 - 1971    |
| Décennies de la littérature : 1930 - 1940 - 1950 - 1960 - 1970 - 1980 - 1990 |

Cet article présente les faits marquants de l'année 1968 en littérature.

## Évènements
- Alexandre Soljenitsyne est interdit de publication en Union soviétique.
- Février : Création de la première maison d’édition de Régine Deforges: L’Or du temps. Le Con d'Irène, anonyme, texte érotique de Louis Aragon, est le premier livre publié. Le tirage (2 000 exemplaires) sera intégralement saisi.
- Octobre : Les frères Marcel Hébert et François Hébert, deux autodidactes au parcours atypique, fondent à Montréal la maison d'édition québécoise Les Herbes rouges. Elle publie tout d'abord une revue de poésie du même nom avant de publier des livres.
- 25 octobre : Premier numéro de la revue Change, au Seuil, à l’initiative de Jean-Pierre Faye, associé à Jean-Claude Montel, Maurice Roche et Jacques Roubaud - à la suite d'une rupture (pour des raisons théoriques et personnelles) avec l’équipe de Tel Quel.
- 18 novembre : Désaccord sur l’attribution du prix Goncourt ; démission de Louis Aragon.
- 10 décembre : Ouverture du Théâtre de la Ville, à Paris, avec Six personnages en quête d'auteur de Luigi Pirandello.

## Parutions

### Bande dessinée
Tous les albums de BD sorti en 1968
- Paul Cuvelier et Jean Van Hamme, Epoxy, 1er album du dessinateur.
- André Franquin, Des gaffes et des dégâts, 6e album de Gaston Lagaffe.
- Hergé, Vol 714 pour Sydney, 22e album des Aventures de Tintin.
- Morris et René Goscinny, La Diligence, 32e album de Lucky Luke, adapté du film La Chevauchée fantastique de John Ford.
- Morris et René Goscinny, Le Pied-tendre, 33e album de Lucky Luke.
- Peyo, L'Œuf et les Schtroumpfs, 4e album des Schtroumpfs.
- Peyo, Les Schtroumpfs et le Cracoucass, 5e album des Schtroumpfs.
- Albert Uderzo et René Goscinny, Le Bouclier arverne, 11e album d'Astérix.
- Albert Uderzo et René Goscinny, Astérix aux Jeux olympiques, 12e album d'Astérix.

### Biographies, récits et souvenirs
- Gaston Monnerville, Clemenceau, libr. Arthème Fayard, 769 p.

### Essais
- Pierre Daix, Journal de Prague, éd. Julliard.
- Claude Lévi-Strauss, le troisième volume des Mythologiques - L’Origine des manières de table, éd. Plon. L’enseignement au Collège de France en est le creuset.

#### Économie
- John Kenneth Galbraith : Le Nouvel État industriel : essai sur le système économique américain, éd. Gallimard, coll. Bibliothèque des sciences humaines. L’ère de la technostructure.

#### Évènements sur mai 1968
Les événements de Mai bouleversent la librairie.
- J. Besançon, Les murs ont la parole, éditions Tchou, 70 000 exemplaires
- Philippe Labro, M. Manceaux : Mai 68. Ce n’est qu’un début, premier titre de la maison d’édition fondée par J.-C. Lattès, éditions spéciales
- Pierre Mendès France : Pour préparer l’avenir, 90 000 exemplaires
- Edgar Morin, Claude Lefort et J.M. Coudray (Cornelius Castoriadis) : Mai 68 : La Brèche, édition Fayard.
- Jean-Jacques Servan-Schreiber : Le Réveil de la France, Éditions Denoël, 150 000 exemplaires.
- Jacques-Arnaud Penent : Un printemps rouge et noir, Éditions Robert Laffont.

#### Histoire
- Jacques Droz, Le Socialisme démocratique 1864-1960, éd. Armand Colin
- Robert Charroux, Histoire inconnue des hommes depuis cent mille ans, éd. Robert Laffont.
- Jacques Choffel, Le duc Charles Ier d'Orléans : Chronique d'un prince des fleurs de lys, Paris, Nouvelles Éditions Debresse, 1968, 326 p. (ISBN 978-2-85157-592-0, lire en ligne)
- Patrick Modiano, La Place de l'Étoile, éd. Gallimard. Une bouffée de mémoire: les années ambiguës de l’Occupation.

#### Littérature
- M. Ambrière-Fargeaud, Balzac et La Recherche de l’absolu, Paris, Hachette
- Patrick Combes, "Mai 68, les écrivains, la littérature".
- Herbert Marshall McLuhan (traduction), Pour comprendre les médias, éd. Le Seuil.
- Herbert Marshall McLuhan (traduction), La Galaxie Gutenberg (1962).
- Michel Serres, Hermès, tome I, Éditions de Minuit, coll. Critique. La circulation des modèles entre littérature et savoirs.

#### Philosophie
- Jean Baudrillard,  Le Système des objets, Gallimard, coll. Les Essais. La consommation au fondement de notre système culturel. La publication de sa thèse soutenue devant un jury composé de Roland Barthes et de Pierre Bourdieu.
- Gilles Deleuze, Différence et Répétition, éd. PUF, Bibliothèque de philosophie contemporaine. Le livre de Deleuze sans doute le plus important publié après celui sur Nietzsche (1962), à savoir sa thèse principale (directeur: Maurice de Gandillac). Comment sortir de la philosophie de l’identité.
- Gilles Deleuze, Spinoza et le problème de l'expression, Les éditions de Minuit (coll. « Arguments »), 332 pages.
- Georges Dumézil, Mythe et Épopée. Premier tome d’une trilogie (tome II et III en 1971 et 1973) qui constitue l’œuvre maîtresse de ce spécialiste de la civilisation indo-européenne. Il prend également sa retraite du Collège de France et part enseigner trois ans aux États-Unis.
- Oswald Ducrot, Tzvetan Todorov, Dan Sperber, Moustapha Safouan et François Wahl : Qu’est-ce que le structuralisme ?. Qu’est-ce que l’application de la méthode structurale a changé au développement de la linguistique, la poétique, l’anthropologie, la psychanalyse, la philosophie ?
- Mélanie Klein (traduction),  Envie et gratitude.
- Georges Poulet, Mesure de l’instant (Études sur le temps humain, vol. 4), Plon.
- Philippe Sollers publie simultanément Nombres et Logiques.

#### Politique
- Annie Kriegel, Les Communistes français : essai d’ethnographie politique, éd. Le Seuil, coll. Politique. Analyse le PCF comme une « contre-société minoritaire ».
- Herbert Marcuse (traduction), préface de Robert Castel, Raison et révolution, Édition de Minuit.
- Nicos Poulantzas, Pouvoir politique et classes sociales, éd. Maspero. L’autonomie relative du politique dans une vision marxiste.

#### Psychologie et psychanalyse
- Sándor Ferenczi (traduction) : Psychanalyse I, premier volume des œuvres complètes.
- Serge Leclaire, Psychanalyser - Essai sur l’ordre de l’inconscient et la pratique de la lettre. Première publication d’un cas analysé selon la conception lacanienne (l’Homme à la licorne).
- Octave Mannoni, Freud.
- Jean-Bertrand Pontalis, Après Freud.

#### Sociologie
- Pierre Bourdieu, Jean-Claude Passeron et Jean-Claude Chamboredon : Le Métier de sociologue, éd. Mouton-Bordas. La constitution épistémologique d’une profession.
- E. Goffman, présentation de Robert Castel : Asiles. Étude sur la condition sociale des malades mentaux et autres reclus, Éditions de Minuit, coll. Le Sens commun. Théorie de « l’institution totalitaire ».
- Herbert Marcuse (1966, traduction), L’Homme unidimensionnel - Essai sur l’idéologie de la société industrielle avancée, Éditions de Minuit. Le livre deviendra un best-seller en mai-juin (mille exemplaires vendus par jour).
- Wilhelm Reich (traduction) : La Révolution sexuelle, éd. Plon. Le grand classique de la synthèse freudo-marxiste.

### Poésie
- Jean Lescure, Drailles
- Suzon de Terson, Christian Anatole, Poësies diverses de Demoizelle Suzon de Terson (1657-1685), éd. Lo Libre Occitan

### Publications
- Edward Abbey (Américain) : Désert solitaire.
- Artur London, L’Aveu, éd. Gallimard, coll. Témoins. Témoignage d’un rescapé du procès Slansky, dans l’engrenage du procès de Prague.
- Jacques Vergès, De la stratégie judiciaire, Éditions de Minuit. Du procès de connivence au procès de rupture.

### Romans
Tous les romans parus en 1968

#### Romans francophones
- Albert Cohen : Belle du Seigneur, éd. Gallimard. « L’amour fou » à l’heure de la libération sexuelle.
- Ahmadou Kourouma : Les Soleils des indépendances.
- Yambo Ouologuem : Le Devoir de violence.
- Maurice Pons : Le Festin de Sébastien, éd. La Dilettante, 187 pages.
- Raymond Queneau : Le Vol d'Icare
- Henri Vincenot, La Princesse du rail, éd. Denoël.
- Marguerite Yourcenar : L'Œuvre au noir, éd. Gallimard, avril 1968, prix Femina.
- Christine de Rivoyre : Le Petit Matin, éd. Grasset, prix Interallié.

#### Romans traduits
- Ferreira de Castro : Mourir peut-être, éd. Grasset.
- Mikhaïl Boulgakov : Le Maître et Marguerite, éd. Robert Laffont.
- William S. Burroughs : La Machine molle.
- Allen Ginsberg : Kaddish.
- Milan Kundera : La Plaisanterie, éd. Gallimard.
- Gabriel García Márquez, traduit par Claude Durand et sa femme :  Cent ans de solitude, éd. Le Seuil. Une parabole de l’histoire latino-américaine.
- Alexandre Soljenitsyne : Le Pavillon des cancéreux, éd. Juillard, et Le Premier Cercle, éd. Plon. L’écrivain dissident soviétique devient célèbre.
- O.V. Vijayan : Les Légendes de Khasak
- William Styron : Les Confessions de Nat Turner, Prix Pulitzer de la fiction.

#### Romans italiens
- Beppe Fenoglio : Il partigiano Johnny (Einaudi), roman posthume paru en français sous le titre La Guerre sur les collines.

### Théâtre
- Jean Anouilh, Le Boulanger, la Boulangère et le Petit Mitron
- Michel Tremblay, première représentation de Les Belles-Sœurs

## Prix littéraires
Canada
- Voir la liste des Prix du Gouverneur général 1968.

France
- Prix Goncourt : Bernard Clavel pour Les Fruits de l'hiver ce qui provoque un désaccord dans le jury et entraîne la démission de Louis Aragon.
- Prix Renaudot : Le Devoir de violence de Yambo Ouologuem
- 25 novembre : Prix Femina : L'Œuvre au noir de Marguerite Yourcenar
- 25 novembre : Prix Médicis : Le Mendiant de Jérusalem d'Elie Wiesel
- 2 décembre : Prix Interallié : Le Petit Matin de Christine de Rivoyre
- Prix des libraires : Les Choses de la vie de Paul Guimard
- Prix des Deux Magots : Le Soldat oublié de Guy Sajer
- Prix Desbordes-Valmore : Anne Hébert

Scandinavie
- Grand prix de littérature du Conseil nordique : Per Olof Sundman, Le Voyage de l'ingénieur Andrée

International
- Octobre : Le japonais Yasunari Kawabata reçoit le Prix Nobel de littérature.

## Naissances
- 4 janvier : Andrew Pyper, écrivain canadien († 3 janvier 2025).
- 7 janvier : Meltem Arıkan, romancière, dramaturge et activiste féministe turque.
- 16 mars : Éric Walter, écrivain français.
- 11 juin : Bryan Perro, auteur, comédien, conteur et loupgarouologue canadien.
- 25 décembre : Hermann Stefánsson, auteur islandais.
- Date inconnue :
  - Isabelle Desesquelles, écrivaine française.
  - Park Min-gyu, écrivain sud-coréen.

## Décès
- 27 avril : Vassili Ajaïev, écrivain soviétique de langue russe (° 30 janvier 1915).
- 29 mai : Jacques Chardonne, écrivain français, 84 ans (° 2 janvier 1884).
- 11 juillet : Alexandre Iachine, écrivain soviétique de langue russe (° 27 mars 1913).
- 10 septembre : Pablo de Rokha, poète chilien (° 17 octobre 1895).
- 18 septembre : León Felipe, poète et dramaturge espagnol (° 11 avril 1884).
- 25 septembre : William Irish, écrivain américain, 64 ans (° 4 décembre 1903).
- 28 novembre : Enid Blyton, romancière britannique, 71 ans (° 11 août 1897).
- 20 décembre : John Steinbeck, écrivain américain, 66 ans (° 27 février 1902).